# Кейт Аткинсън
Кейт Аткинсън (на английски: Kate Atkinson) е английска писателка.

## Биография и творчество
Родена е през 1951 г. в Йорк, но живее в Единбург.
Дебютният ѝ роман „Зад кулисите на музея“ печели наградата „Уитбред“ (сега „Коста“) за книга на годината (1995). През 2014 г. тя печели отличието за втори път за романа „Живот след живот“. Наградата ѝ е връчена за трети път за „Бог в руините“ (2015). По този начин става първата в историята трикратна носителка на наградата.
Аткинсън е автор и на сборника разкази „Това не е краят на света“, както и на романите „Емоционална шантавост“, „Кога ще има добри новини?“, „Излезе рано, взе кучето ми“.
През 2011 г. получава Ордена на Британската империя за своето творчество.

## Произведения

### Самостоятелни романи
- Behind the Scenes at the Museum (1995) – награда „Коста“
Зад кулисите на музея, изд.: ИК „Колибри“, София (2012), прев. Ралица Кариева
- Human Croquet (1997)
- Emotionally Weird (2000)
- Transcription (2018)

### Серия „Джаксън Броди“ (Jackson Brodie)
1. Case Histories (2004)
2. One Good Turn (2006)
3. When Will There Be Good News (2008)
4. Started Early, Took My Dog (2010)

### Серия „Фамилия Тод“ (Todd Family)
1. Life After Life (2013) – награда „Коста“
Живот след живот, изд.: ИК „Колибри“, София (2016), прев. Ралица Кариева
2. A God in Ruins (2015)